# Chrysomya albiceps
 Chrysomya albiceps es una especie de insecto díptero perteneciente a la familia de los califóridos. Es de gran importancia médica y sanitaria. Se asocia con la miasis en África y América a pesar de que juega un papel más significativo en la depredación de larvas de otros dípteros. La especie es también de importancia en la ciencia forense y la entomología forense porque es de los primeros insectos para entrar en contacto con la carroña debido a su capacidad de oler la materia animal muerta desde varios kilómetros de distancia. Pertenece al mismo género que otras moscas causantes de miasis como C. bezziana y C. putoria.

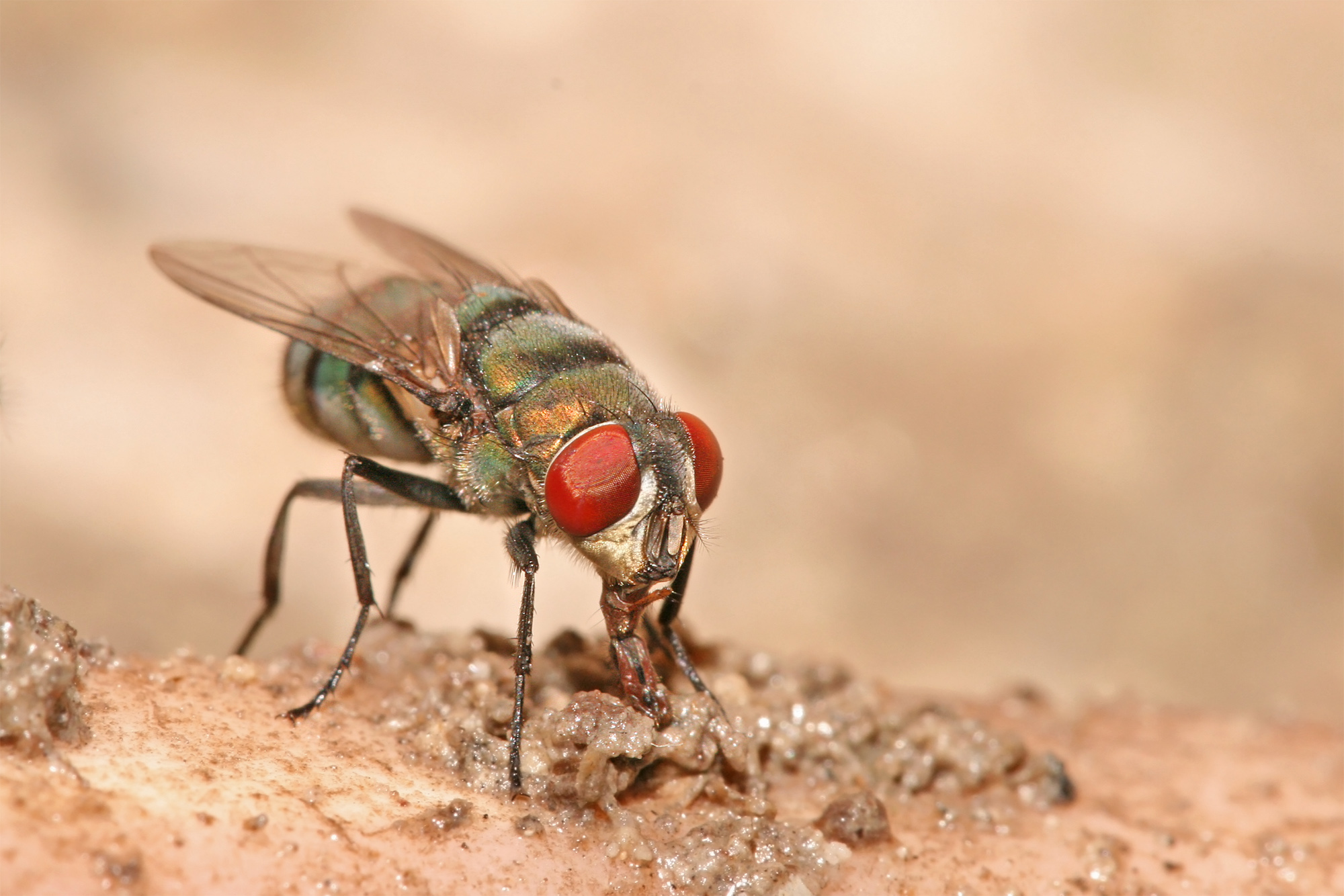
Alimentándose de carne descompuesta.

## Taxonomía
Chrysomya albiceps es considerada conespecífica con Chrysomya rufifacies. Las dos especies tienen una biología similar y las diferencias morfológicas son leves. Por ejemplo, las cerdas en los estigmas anteriores de C. albiceps están ausentes en la mayoría de las C. rufifacies. Hay pequeñas diferencias en la morfología de las larvas. La taxonomía de C. rufifacies no está del todo clara y su relación con la C. albiceps no ha sido plenamente determinada.